# Mine Meadowbank
Pour l’article homonyme, voir Meadowbank.
La mine Meadowbank est une mine d'or située près de Qamani'tuaq (Baker Lake) dans la région de Kivalliq au Nunavut.

## Description
La mine de Meadowbank est exploitée par Agnico-Eagle et est une des rares mines situées au Nunavut en raison de l'éloignement du territoire et des coûts de transport. 
La mine est composée de trois gisements, soit Meadowbank, Meliadine et Amaruq, assurant les opérations de la mine jusqu'à la fin 2018, voire 2019

## Accessibilité
Aérodrome Meadowbank